# Veronica Österman
Karin Veronica Österman, född 1 maj 1965 i Helsingfors, är en finländsk konstnär. 
Österman studerade 1983–1986 vid Fria konstskolan, 1988–1990 vid Bildkonstakademin samt utomlands i flera perioder. Efter debuten 1985 har hon framträtt med målningar där huvudmotivet är ljuskontrasterna i urbana, ofta starkt förenklat återgivna miljöer.